# Cadalso de los Vidrios
Cadalso de los Vidrios è un comune spagnolo di 2 305 abitanti situato nella comunità autonoma di Madrid.